# دامنه اینترنتی

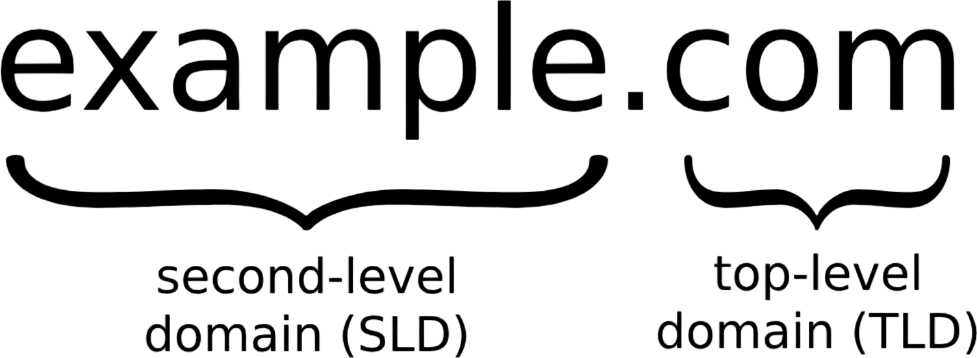
یک مثال از نام دامنه

دامنهٔ اینترنتی (به انگلیسی: Internet domain) نام دامنه در شبکهٔ اینترنت است که وبسایت از طریق آن قابل دسترسی خواهد بود. دامنهٔ اینترنتی با هدف شناسایی یک رشته در شبکه و امکان آدرس‌دهی به آن، مورد استفاده قرار می‌گیرد. هر نام دامنه از دو بخش نام وب سایت و پسوند تشکیل شده‌است، که برای مثال در آدرس اینترنتی example.ir، واژهٔ example نام وب سایت و دامنه نیز ir. می‌باشد. (ir. دامنه جمهوری اسلامی ایران است.)

## انواع دامنه
آخرین جزء از سمت چپ یا اولین جزء از سمت راست در یک آدرس اینترنتی، دامنهٔ سطح بالا، یا به اختصار TLD نام دارد. برای مثال، در وب‌سایت example.com دامنهٔ سطح بالا com. است. دامنه سطح بالا نیز خود به دو نوع تقسیم می‌شود، که نوع اول دامنه‌های سطح بالای عمومی مانند net. یا com. است که همهٔ افراد می‌توانند از آن‌ها استفاده کنند و نوع دوم دامنه‌های سطح بالای کد کشوری است که تنها برای شهروندان همان کشور ثبت خواهد شد و برای نمونه می‌توان از ir. در ایران نام برد.

## آیکان
آیکان که مختصرشدهٔ «شرکت اینترنتی نام‌ها و اعداد واگذارشده» است، یک سازمان بین‌المللی غیرانتفاعی مستقر در کالیفرنیا است که مدیریت نام‌های دامنهٔ عمومی و کشوری را بر عهده دارد. ثبت نام‌های دامنه در دامنه‌های سطح بالای عمومی مانند com. در نمایندگی‌های آیکان در کشورهای مختلف انجام می‌شود. مرجع ثبت نام‌های دامنه در ایران، ایرنیک می‌باشد که تحت نظارت سازمان جهانی آیکان قرار دارد.

## شرایط ثبت‌نام دامنه
مطابق سایت ایرنیک، شرایط ثبت نام دامنه در ایران عبارت است از:
1. حداقل طول دامنه ۳ حرف و حداکثر ۶۳ حرف است.
2. تنها حروف انگلیسی و ارقام و نشانه‌های نیم‌خط (-) و نقطه (.) مجاز است.
3. به‌منظور ثبت نام‌های دامنه با مفهوم مذهبی خاص، مجوز کتبی وزارت فرهنگ و ارشاد اسلامی مورد نیاز است.
4. ثبت نام‌های دامنهٔ تداعی‌کنندهٔ فعالیت‌های غیرقانونی و خلاف قانون ممنوع است.
5. ثبت نام دامنه با نام ایران، استان‌ها، شهرها و کد آن‌ها ممنوع است.
6. ثبت نام دامنه با اسامی ملّی مانند نام مشاهیر، اماکن عمومی و وقایع ملّی تنها با مجوز وزارت فرهنگ و ارشاد اسلامی مجاز است.

## دلیل خرید دامنه
اولین قدم برای ورود در فضای مجازی، ثبت دامنه یا به عبارتی ثبت دامین مناسب است، که هر چه دقیق‌تر این عبارت انتخاب شود، قطعاً در برند شدن شما مؤثر خواهد بود. دامین‌ها انواع مختلفی دارند که برای هر کشور یا هر نوع کسب و کار با پسوندهای متفاوتی به‌کار می‌رود.

## تاریخچه1
در تاریخ ۱۵ مارس ۱۹۸۵ اولین نام دامنهٔ تجاری دات کام (COM.) به نام سیمبولیکس توسط یک شرکت خدمات سیستم‌های رایانه‌ای با همین نام (سیمبولیکس) در کمبریج ماساچوست ثبت شد. تا سال ۱۹۹۲ کمتر از ۱۵ هزار دامنهٔ مختلف، با پسوند دات کام ثبت شده بود. در ماه دسامبر ۲۰۰۹ در حدود ۱۹۲ میلیون نام دامنه وجود داشت، که بخش بزرگی از آن‌ها با پسوند دات کام بودند. این تعداد در ۱۵ مارس ۲۰۱۰ به حدود ۸۴ میلیون دامنه رسید، که بیش از ۱۲ میلیون وب‌سایت در حوزه‌های تجارت آنلاین و تجارت الکترونیک، همچنین شمار ۴٫۳ میلیون وب‌سایت تفریحی، ۳٫۱ میلیون وب‌سایت مرتبط با امور مالی و ۱٫۸ میلیون وب‌سایت ورزشی را شامل می‌شد.
امروزه به‌طور میانگین ماهانه حدود ۶۶۸ هزار دامنه دات کام جدید ثبت می‌شود. در سال ۲۰۱۷ تخمین زده شد که بیش از ۳۳۰ میلیون دامنهٔ فعال در اینترنت وجود دارد.

## دامنه‌های اینترنتی در ایران
بر اساس آمار منتشرشده در ایرنیک (مرکز ثبت دامنه کشوری ایران) تا پایان شهریور ۱۴۰۲ تعداد نشانی‌های اینترنتی ثبت شده با دامنه ir معادل ۱ میلیون و ۵۹۶ هزار دامنه است.  این تعداد در اردیبهشت ۱۴۰۰ بیش از ۱ میلیون و ۳۳۴ هزار دامنهٔ ir. بود در حالی که تا آبان‌ماه ۱۳۹۳ بیش از ۵۶۶ هزار دامنه ثبت شده بود. 

## نگارخانه

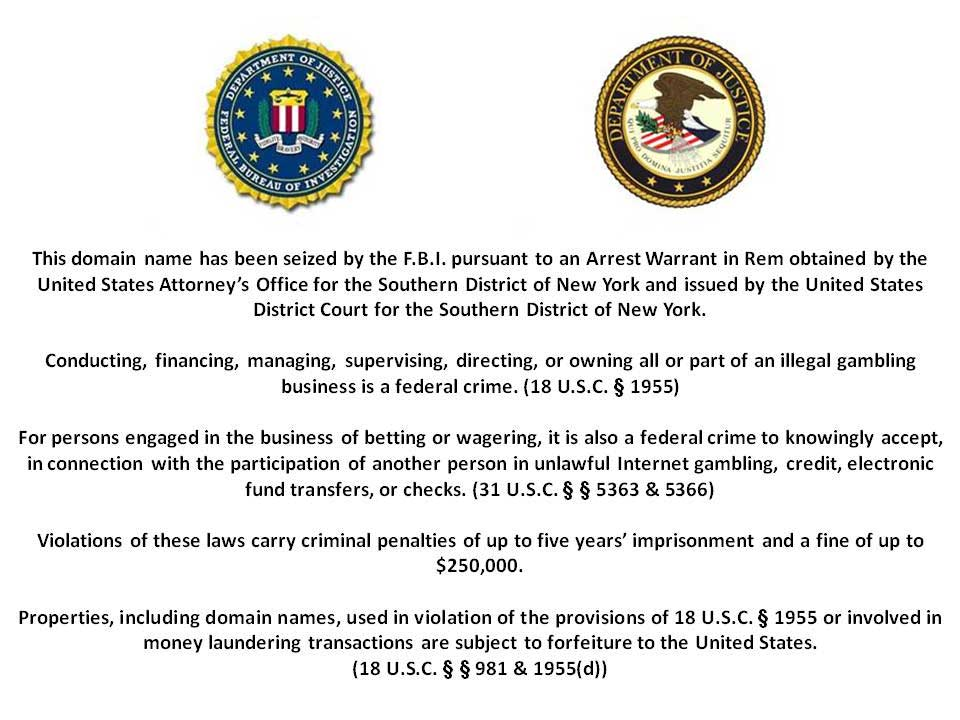
<!absolutepoker.com>
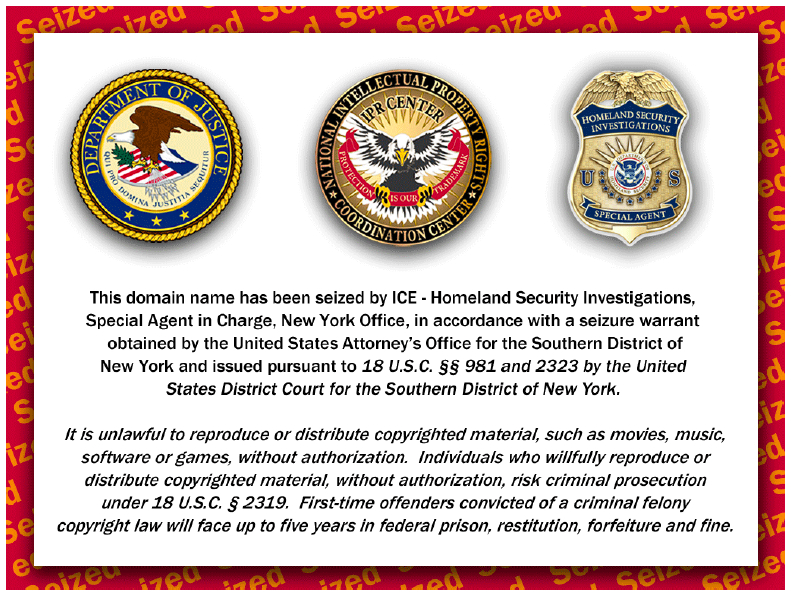
<!channelsurfing.net>